# Alexander Hoffmann (Autor)

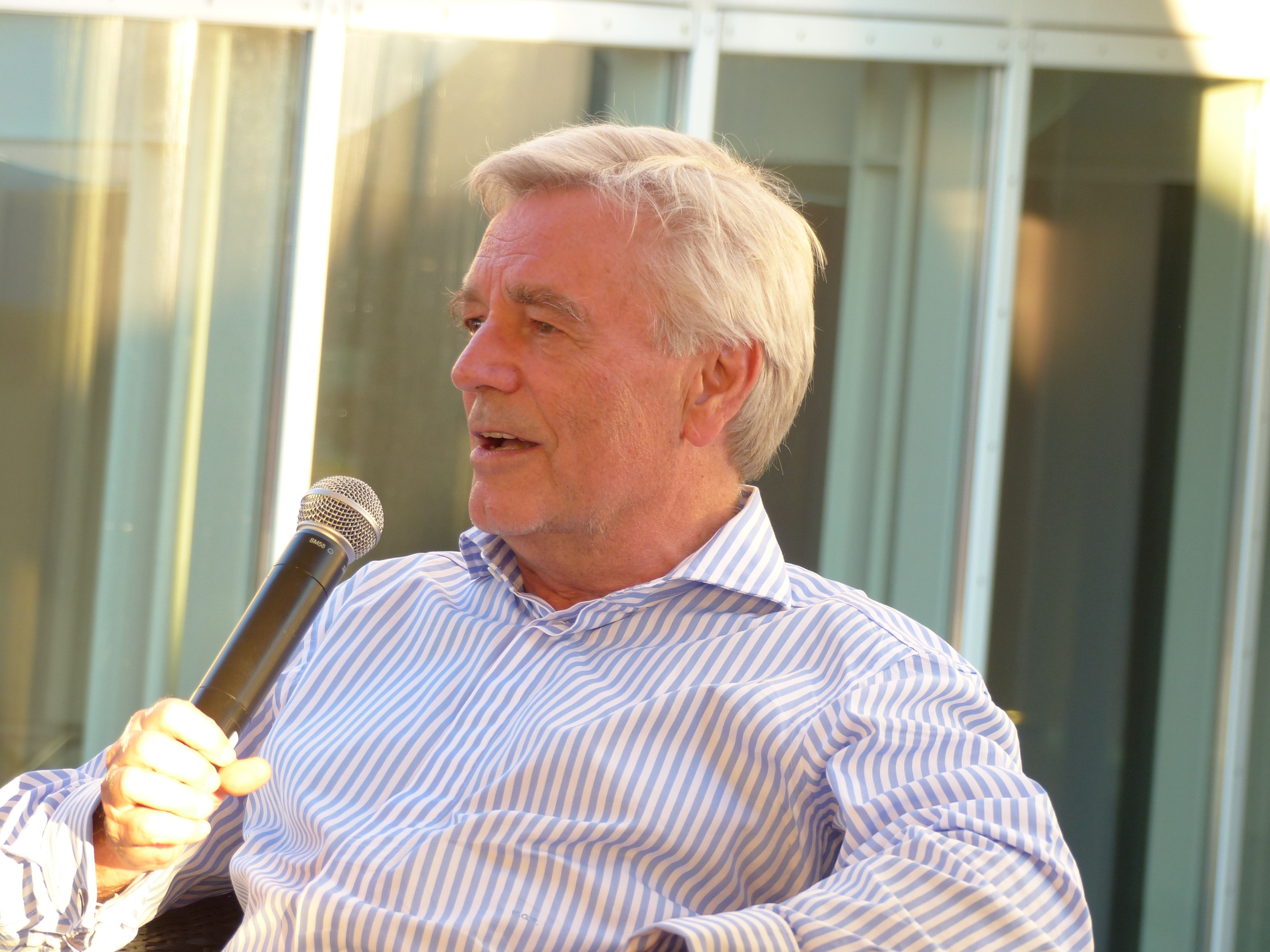
Alexander Hoffmann (2015)

Alexander Hoffmann (* 17. September 1947 in Ludwigsburg; † 6. November 2024) war ein deutscher Sachbuchautor und Schriftsteller
Hoffmann wuchs in Baden-Württemberg auf, lebte dann in Frankfurt am Main und machte in Düsseldorf Abitur. 1968 absolvierte er ein Volontariat bei der Frankfurter Neuen Presse, studierte nebenher Politikwissenschaft, Geschichte und Germanistik. Es folgten Jahre als politischer Redakteur und Korrespondent bei der Frankfurter Rundschau und der Süddeutschen Zeitung. 1983 wechselte er als freier Unternehmensberater in die Wirtschaft mit Sitz in Frankfurt am Main.
1990 erschien das erste Sachbuch Die neuen Bundesländer, dem zahlreiche weitere Publikationen in den Bereichen Zeitgeschichte, Geschichte und Medizin folgten, als Alleinautor oder zusammen mit Co-Autoren. 2006 erweiterte Hoffmann sein Spektrum um die Belletristik. Sein erster Roman Der Wolkenschieber schildert den Untergang eines Werbemenschen inmitten der Düsseldorfer Society.
Seit 2006 veröffentlichte er in dem monatlich erscheinenden Rotary-Magazin für Deutschland und Österreich in inzwischen 218 Folgen (Stand Dezember 2024) Glossen über das Menschlich-Allzumenschliche in dem fiktiven Rotary Club Bröckedde.
2008 erschien die erste Glossensammlung Das Buch Bröckedde und 2012 die Fortsetzung Bröckedde – Willkommen im Club. Hoffmann war selber Mitglied im Rotary Club Frankfurt/Main-Römer.
Die belletristischen Stücke spielen vornehmlich in der Welt der Wirtschaft und der gehobenen Gesellschaft. Hoffmanns Stil ist lakonisch-ironisch, unterhaltsam und wortgewaltig. 2019 erschien sein erster Krimi Hopfen, Malz & Blut, 2021 die Kriminalgroteske Brillanter Abgang, dem im September 2022 der Wirtschaftskrimi Mainopoly folgt.
Hoffmann war Mitglied der Deutsch-Israelischen Gesellschaft.
Er lebte in Frankfurt am Main und Wissembourg, Frankreich.

## Werke
- mit Hartmut Klatt: Die neuen Bundesländer. Bonn Aktuell, 1990.
- Mitarbeit an: Die Chronik Hessens. Harenberg, 1991.
- Tatsachen über Deutschland. Bundespresseamt, 1992.
- mit Hartmut Klatt: Die Bundesrepublik Deutschland. Bonn Aktuell, 1992.
- Inseln des Aufschwungs. Bonn Aktuell, 1993.
- mit Michelle Markus: SOS aus dem Innenohr. Lübbe, 1994.
- 125 Jahre Cassella. Cassella, 1995.
- mit Michelle Markus: Fünfzig und topfit. Hädecke, 1996.
- mit Michelle Markus: Krebs und Psyche. Lübbe, 1996.
- Endlich frei von Alkohol. Umschau, 1999.
- mit Michelle Markus: Heilen mit Sauerstoff. Trias, 2003.
- Der Wolkenschieber. Roman. Droste, 2006.
- Das Buch Bröckedde. Rotary, 2008.
- Bröseckes Welt. Kurzgeschichten. Hosentaschen, 2009.
- mit Michelle Markus: Tinnitus. Ursachen und Behandlung von Ohrgeräuschen. Reihe Humboldt. Schlütersche Verlagsgesellschaft, 2009.
- mit Henryk Dancygier, Heiner Wedemeyer, Markus Cornberg, Stefan Zeuzem, Michael Manns, Bianka Wiebner: Das Leber-Buch. Aufgaben der Leber, Erkrankunden und Behandlungen. Hrsg. Deutsche Leberstiftung. Schlütersche Verlagsgesellschaft, 2010.
- Bröckedde – Willkommen im Club Rotary, 2012.
- mit Wulf-Hinnerk Vauk: Kekse für Putins Hund – Geschichten aus der Welt der Business Diplomatie, Shaker Media, 2013.
- Hopfen, Malz & Blut. Verlag Barre, 2019.
- Phantom im Wiehengebirge, Krimi, Barre Verlag, 2020
- Bommfördes Erbe, Krimi, Barre Verlag, 2021
- Brillanter Abgang, Roman, Gmeiner Verlag, 2021
- Mainopoly, Krimi, Gmeiner Verlag, 2022, ISBN 978-3-8392-0281-4
- Tödliche Eisernte, Krimi, Barre-Verlag, 2023, ISBN 978-3-95631-954-9
- Der Chef bin ich, Katzennovelle, Shaker Media Verlag, 2023, ISBN 978-3-98209-343-7

Unendliche Rache, Krimi, 2024, Barre Verlag, ISBN 9 783982 093444

## Auszeichnungen
- 1973: Wächterpreis der deutschen Tagespresse
- 1978: Theodor-Wolff-Preis
- 2022: Paul Harris Fellow von Rotary International/Auszeichnungen